# Idiodonus edentulus
Idiodonus edentulus är en insektsart som beskrevs av Delong 1946. Idiodonus edentulus ingår i släktet Idiodonus och familjen dvärgstritar. Inga underarter finns listade i Catalogue of Life.